# Лейла Абашидзе
Лейла Абашидзе (груз. ლეილა აბაშიძე; *1 серпня 1929, Тбілісі — 8 квітня 2018) — грузинська кіноакторка та співачка. Народна артистка Грузинської РСР (1965).

## Життєпис
Лейла Абашидзе народилася 1 серпня 1929 в Тифлісі.
Хрещеним батьком Лейли Михайлівни в кінематографі був режисер Костянтин Піпінашвілі. У 1941 на кіностудії «Грузія-фільм» проходив відбір виконавців на роль Като у фільмі «Каджал» Лейлу туди привела сестра батька (батьки Лейли були репресовані). Серед ошатних дітей, які прийшли на перегляд, Лейла виділялася старою вицвілою сукнею, домашньою стрижкою і стоптаним взуттям. На пробах розігрувалася сцена, коли Като, вражена німотою брата, в якій сама ж була винна, бурхливо ридає і просить Бога повернути йому голос. Лейла зіграла цей епізод з такою життєвою правдою, такими побутовими нюансами, видала таку палку, щиру любов до брата, що на кілька миттєвостей в павільйоні запанувала тиша. Так дівчинку взяли на головну роль.
У 1951 закінчила акторський факультет Тбіліського театрального інституту ім. Шота Руставелі (курс Додо Алексідзе).
Знімалася як в комедійних, так і в драматичних ролях.
У 1981 як режисер поставила за власним сценарієм (спільно з Леваном Челідзе) комедію «Тифліс-Париж і назад», зігравши головну роль Тен Шервашідзе.

## Актриса
- 1941 — «Каджал» — Като
- 1945 — «Золота стежка» — епізодична роль Юти
- 1951 — «Весна в Сакені» — Ніна
- 1953 — «Кето і Коте»
- 1954 — «Бабка» — Маріне
- 1955 — «Вони спустилися з гір» — Лела
- 1956 — «Наш двір» — Манана
- 1957 — «Заноза» — Ліа
- 1958 — «Майя з Цхнеті» — Майя
- 1959 — «Де твоє щастя» — Мзія
- 1961 — «На порозі життя»
- 1962 — «Я буду танцювати» — Догмара
- 1965 — «Закон гір» — Дзідзьо
- 1965 — «Аварія»
- 1966 — «Два життя» — Ніно
- 1966 — «Зустріч в горах» — актриса Лалі / Мзевінар
- 1969 — «Десниця великого майстра»
- 1970 — «Очікування»
- 1976 — «Справжній тбілісець й інші»
- 1978 — «Сінема»
- 1981 — «Тифліс — Париж і назад»
- 1982 — «Не всі комети гаснуть»
- 1984 — «Легенда про Сурамську фортецю»
- 1985 — «Подорож молодого композитора»
- 1986 — «Колообіг»

## Режисер
- 1981 — «Тифліс — Париж і назад»

## Визнання і нагороди
- 1964 — Народна артистка Чечено-Інгушської АРСР
- 1965 — Народна артистка Грузинської РСР
- 1968 — Лауреат Всесоюзного кінофестивалю в номінації «Премії за акторську роботу»
- 1972 — Лауреат Всесоюзного кінофестивалю в номінації «Премії за режисуру»
- Орден Трудового Червоного Прапора.